# Стоян Спасов
Стоян Спасов, наричан Мициката, е български революционер, деец на Вътрешната македоно-одринска революционна организация.

## Биография
Стоян Спасов е роден през 1884 година в кривопаланечкото село Гиновци, тогава в Османската империя. До 1908 година е четник на ВМОРО, а след това е самостоятелен войвода в Кратовско. В сражение с турски аскер е ранен и заловен, след което е осъден на 101 години затвор. При избухването на Балканската война в 1912 година е доброволец в Македоно-одринското опълчение в 1 рота на 7 кумановска дружина. След края на Първата световна война се установява в София и председателства местното вестникопродавателно дружество.